# اچ‌ام‌آی‌اس کیستنا (یو۴۶)
اچ‌ام‌آی‌اس کیستنا (یو۴۶) (به انگلیسی: HMIS Kistna (U46)) یک کشتی بود که طول آن ۲۹۹ فوت ۶ اینچ (۹۱٫۲۹ متر) بود. این کشتی در سال ۱۹۴۳ ساخته شد.